# Christian Juhl
Christian Willumsen Juhl (Gørding, Esbjerg, Syddanmark, 29 d'abril de 1898 – Esbjerg, 27 de setembre de 1962) va ser un gimnasta artístic danès que va competir a començaments del segle xx.
El 1920 va prendre part en els Jocs Olímpics d'Anvers, on va guanyar la medalla d'or en el concurs per equips, sistema lliure del programa de gimnàstica.